# BBC Sessions 1969–1972
BBC Sessions 1969-1972 is een compilatiealbum van de Britse muzikant David Bowie, uitgebracht in 1996. Het album bevat een aantal nummers uit Bowie's opnamesessies voor de British Broadcasting Corporation tussen 1969 en 1972. Vanwege auteursrechten werd het album een week na de release echter weer uit de schappen gehaald. Deze release is opvallend, omdat het nummer "I'm Waiting for the Man" in een andere take op het album opgenomen is dan de versie op Bowie at the Beeb.

## Tracklist
- Alle nummers geschreven door Bowie, behalve "I'm Waiting for the Man" geschreven door Lou Reed.

1. "Hang On to Yourself" – 2:50
2. "Ziggy Stardust" – 3:19
3. "Space Oddity" – 4:15
4. "Andy Warhol" – 2:53
5. "I'm Waiting for the Man" – 4:50
6. "Interview with Brian Matthews" – 1:27
7. "Let Me Sleep Beside You" – 2:42